# Batocera kibleri
Batocera kibleri là một loài bọ cánh cứng trong họ Cerambycidae.